# Uwe Max Jensen
Uwe Max Jensen, född 1972, är en dansk performancekonstnär och skribent. Flera av hans verk har uppfattats som skadegörelse och några har medfört straff.
Uwe Max Jensen uppmärksammades i januari 2005, då han urinerade i Olafur Eliassons vattenskulptur Waterfalls på ARoS Aarhus Kunstmuseum. Jensen menade att han själv utförde ett performance-verk vid namn At hæve vandstanden i en skulptur af Olafur Eliasson (ungefär: "Att öka vattennivån i en skulptur av Olafur Eliasson").
I mars 2011 lade Jensen upp bilden Flickan på loftet av Anders Zorn på sin sida på Facebook. Facebook menade att bilden stred mot företagets bildpolicy, tog bort den och blockerade Jensen från att ladda upp fler bilder.
| ”                | Facebook, som är ett amerikanskt företag, ska inte bestämma vad som är pornografi i en dansk, nordisk eller europeisk kontext. Det är kulturimperialism om Facebook ska avgöra vad som är porr och vad som är konst. [...] Det är viktigt att diskutera det här, eftersom Facebook är så enormt stort. | „ |
| – Uwe Max Jensen | |   |

## Verk
- Du bringer mit pis i kog
- Halve sandheder - en bibel och en koran delad i mitten
- Mors vaskeri, där hans mor under en utställning på Trapholt i Kolding tvättade och strök gästernas kläder
- Som en snebold i helvede - En poetisk appropriation
- At hæve vandstanden i en skulptur af Olafur Eliasson, 2005
- I en hel uge vil jeg kun benytte Århus Kunstmuseum, når jeg skal skide